# Guillermo II de Borgoña

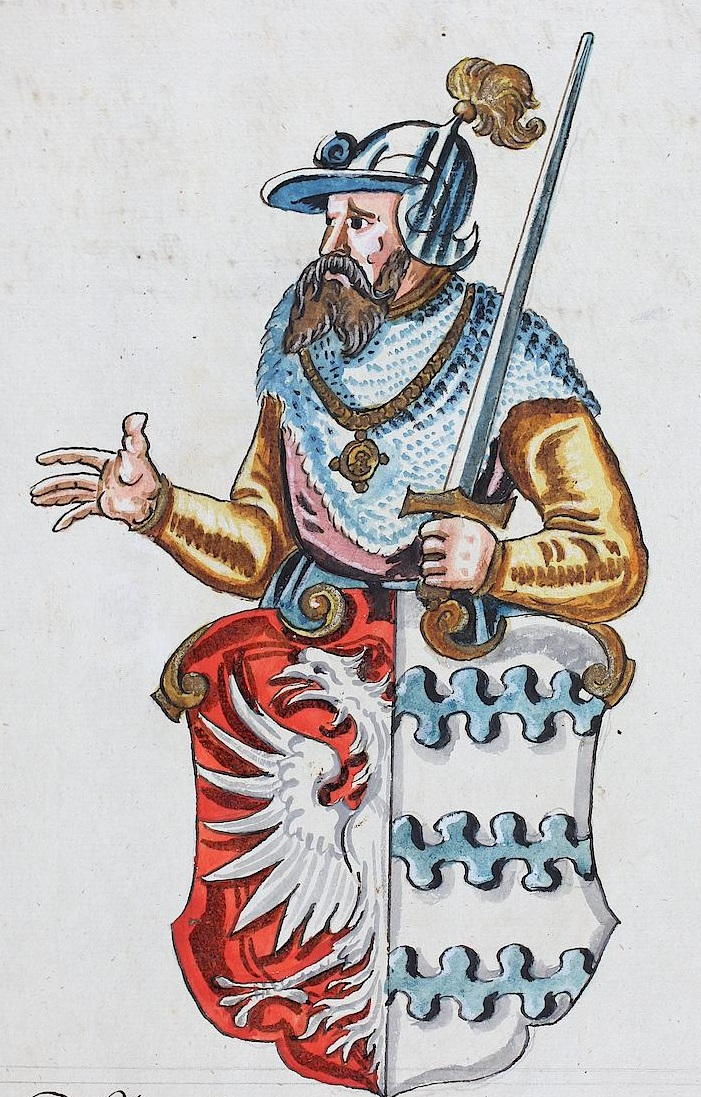

Guillermo II de Borgoña (1061-1125), conocido como el alemán, fue un conde palatino de Borgoña.

## Vida
Guillermo fue el único hijo de Reinaldo II, conde de Borgoña y sobrino del papa Calixto II por vía paterna, mientras que su madre era la condesa Régine de Oltingen, hija de Conon, conde de Oltingen, Sissach en la Suiza alemana.
A la muerte de Reinaldo en 1075 durante la Primera Cruzada a la edad de 41 años, le sucedió junto con su tío, Esteban como conde de Borgoña y conde de Mâcon.  Guillermo II murió en 1125, víctima de una conjura contra él urdida por sus barones. Se casó con Inés hija de Bertoldo II de Zahringen y tuvieron a Guillermo III quien fue asesinado en la infancia, en 1127, y el hijo de Esteban I, Reinaldo fue nombrado conde.